# Uwe Eckel
Uwe Eckel (* 6. Juli 1966) ist ein ehemaliger deutscher Fußballspieler. 

## Vereinskarriere
Eckel kam 1988 als Torjäger und frischgebackener Südwestpokalsieger vom Oberligisten (damals dritthöchste Spielklasse) Wormatia Worms zum 1. FC Kaiserslautern und spielte dort zweimal als Profi in der Bundesliga. Daraufhin wechselte er zum damaligen Zweitligisten Hannover 96. Nach zwei Jahren und 35 Spielen (acht Tore) ging er zum Hamburger SV, wo er eine Saison in der Bundesliga spielte und viermal im UEFA-Cup eingesetzt wurde (ein Tor). 1992 wechselte er zum Oberliga-Aufsteiger SV Lurup. In den folgenden Jahren spielte Eckel in der Regional- und Oberliga beim VfB Lübeck, TuS Hoisdorf, dem VfL 93 Hamburg und dem SV Concordia Ihrhove. Danach spielte er noch bei unterklassigen Vereinen, bis er 2004 seine aktive Spielerkarriere beendete.

## Karriere als Trainer
Uwe Eckel arbeitete zunächst als Trainer bei der 2. Mannschaft von Germania Leer. Seit Sommer 2009 ist er Spielertrainer beim SV Concordia Ihrhove.

## Statistik
| Liga          | Spiele (Tore) |
| ------------- | ------------- |
| 1. Bundesliga | 12 (0)        |
| 2. Bundesliga | 35 (8)        |
| Europapokal   | 04 (1)        |